# Infostrada
Infostrada S.p.A. è stata un'azienda italiana di telecomunicazioni interamente di proprietà di Wind Telecomunicazioni S.p.A., che offriva servizi di telefonia fissa, xDSL, fibra ottica e IPTV (attraverso Infostrada TV).
Fondata nell'aprile 1995 da Olivetti e Bell Atlantic, il 1º gennaio 2002, dopo la cessione a Enel, è stata incorporata in Wind. Nonostante ciò, il marchio è rimasto attivo sotto il controllo di Wind (e poi di Wind Tre dal 31 dicembre 2016) fino al 16 marzo 2020, data in cui è stato adottato il nuovo marchio unico Wind Tre.

## Storia
Infostrada S.p.A. è nata ad aprile 1995 da un accordo tra Olivetti Telemedia e Bell Atlantic, con l'obiettivo di fare concorrenza a Telecom Italia nel settore della telefonia fissa.
Alla fine del 1996 la società ha 430 dipendenti e chiude il primo esercizio con un fatturato di 72 miliardi di lire. Nel 1997 subentra Mannesmann al socio americano, controllando Infostrada attraverso l'olandese Olivetti Mobile Telephony Services B.V., poi OliMan B.V. (50,1% Olivetti, 49,9% Mannesmann), che diventerà anche azionista di Omnitel.
Nel 1998 Infostrada raggiunge un accordo con Ferrovie dello Stato che prevede l'acquisizione del diritto di accedere alla infrastruttura delle FS per la posa di cavi telefonici e il diritto di utilizzare parte dei cavi in fibra ottica della rete delle FS (circa 1770 km), per 30 anni.
Nel 1999 Olivetti cede Infostrada a Mannesmann e nel 2001 diventerà proprietà di Enel, che la incorporerà nel 2002 in Wind Telecomunicazioni S.p.A.
Nel 2002, a seguito dell'acquisizione di Infostrada da parte di Wind, nasce il portale Libero.
A novembre 2007 viene lanciata Infostrada TV, una piattaforma televisiva commerciale per la IPTV offerta a pagamento da Wind. La piattaforma è stata chiusa il 22 giugno 2012.
Il 31 dicembre 2016 il controllo del marchio passa a Wind Tre S.p.A., la joint-venture paritaria tra VimpelCom Ltd. e CK Hutchison Holdings Limited, nata dalla fusione di H3G S.p.A. e Wind Telecomunicazioni S.p.A.
Nel 2017 nasce l'offerta fissa di 3 Italia su rete Infostrada, e nel corso del 2018 il marchio Infostrada viene rimpiazzato da WindHome e 3Fiber.
Le due offerte commerciali di telefonia fissa, rispettivamente con vantaggi dedicate ai clienti mobili Wind e 3 Italia, sono state utilizzate dall'azienda fino al 16 marzo 2020, quando è stato effettuato il rebranding societario e adottato il nuovo marchio unico Wind Tre sia per le offerte di telefonia mobile che per quelle di telefonia fissa.

## Identità aziendale
| Periodo   | Logo | Slogan                                                                           | Note                 |
| --------- | ---- | -------------------------------------------------------------------------------- | -------------------- |
| 1996-2002 |      | «Questo è ancora niente» «Mille vantaggi, un solo abbonamento» «Chiedici di più» | [ 12 ] [ 13 ] [ 14 ] |
| 2002-2006 |      | «Comunicare in un soffio.»                                                       | [ 12 ] [ 13 ] [ 14 ] |
| 2006-2012 |      | «Più vicini.»                                                                    | [ 12 ] [ 13 ] [ 14 ] |
| 2012-2018 |      | «Più vicini.»                                                                    | [ 12 ] [ 13 ] [ 14 ] |
| 2018-2020 |      | «Più vicini.»                                                                    | [ 12 ] [ 13 ] [ 14 ] |